# Jean Albert Grand-Carteret
Pour les articles homonymes, voir Grand-Carteret.
Jean Albert Grand-Carteret est un peintre français né le 14 juin 1903 à Paris 8e et décédé le 11 juin 1943 à Maisons-Laffitte.
Il est le petit-fils de John Grand-Carteret.
Peintre de nus, portraits et surtout remarquable pastelliste, Grand-Carteret fut élève d'Adler et Lucien Simon. Il exposa régulièrement au Salon des artistes français et aux Indépendants, Paris.